# 王延武
王延武（閩南語：Ông Iân-Bú；？—939年），五代十国時期光州固始（今河南固始）人，閩國太祖王審知之侄，王审邽之子。
永和元年（935年）为泉州刺史，有能名。加太傅，开国伯。通文元年（936年）为建州刺史。通文四年（939年），巫师林兴和他关系不好，伪托鬼神之言诬称王延武、王延望兄弟有异心，于是王延武和儿子一起被康宗王继鹏杀死。